# Palazzo dei Telefoni (Via Crispi)

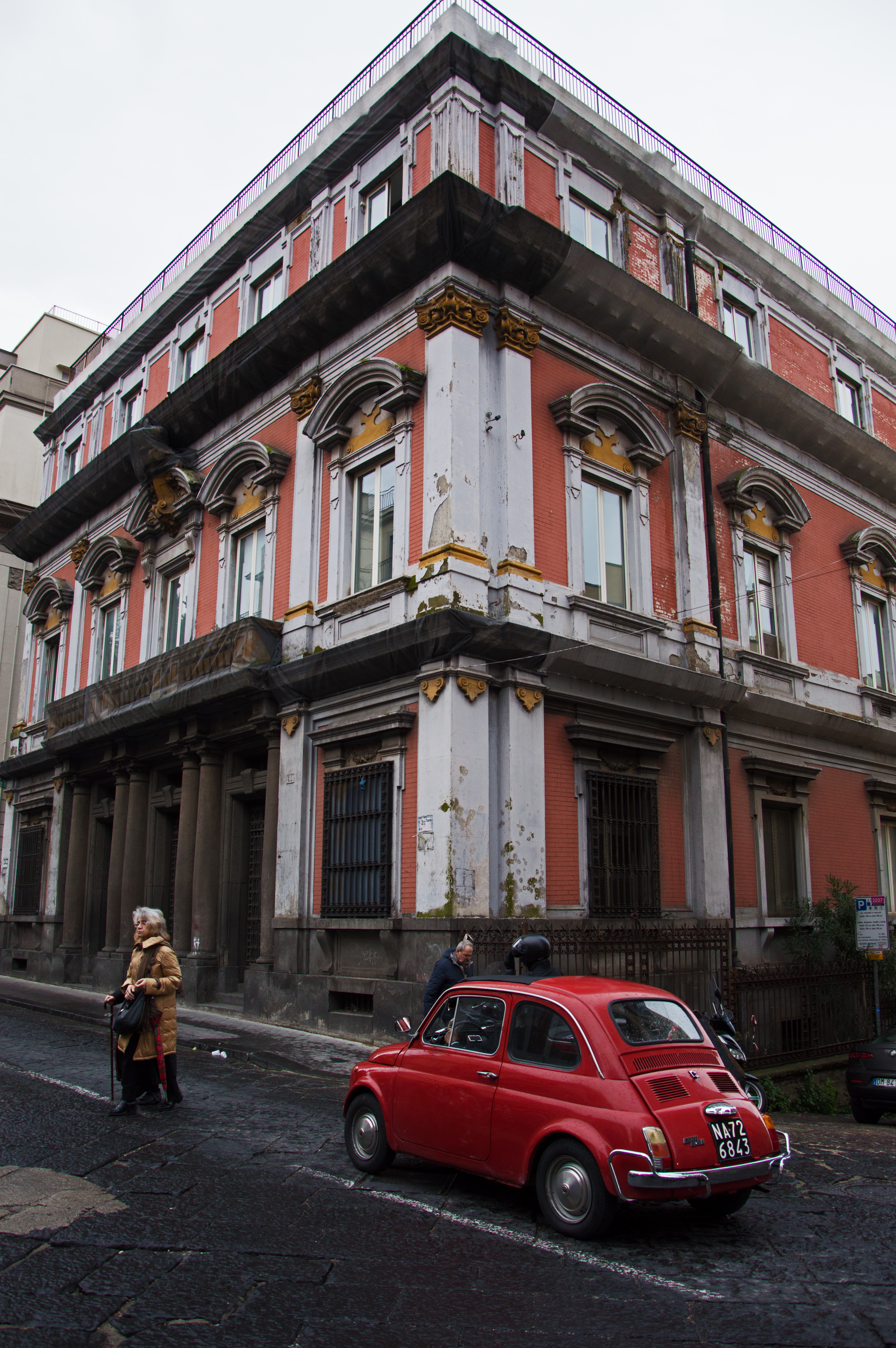
Palazzo dei Telefoni in der Via Francesco Crispi in Neapel

Der Palazzo dei Telefoni ist ein Palast aus den 1920er-Jahren im Viertel Chiaia (Rione Amedeo) in Neapel in der italienischen Region Kampanien. Er liegt in der Via Francesco Crispi, 121 und ist eines der drei in dieser Zeit geschaffenen Fernmeldeämter der Stadt; die anderen beiden liegen in der Via Depretis und an der Piazza Nolana.

## Geschichte und Beschreibung
Das Gebäude wurde in den Jahren 1920–1922 vom Bauingenieur Camillo Guerra realisiert. Es zeigt sich als kompakter Block in eklektischem Stil und seine Verzierungen sind, wie es damals üblich war, vom Neubarock inspiriert.
Der Palast erstreckt sich über vier Stockwerke: Ein Tiefparterre, ein Erdgeschoss, sowie ein erstes und ein zweites Obergeschoss. Der Grundriss ist rechteckig und das Gebäude hat eine Mittellängswand, die es in zwei symmetrische Zonen teilt. Die Fassade unterscheidet sich von der inneren Aufteilung des Palastes und ist streng symmetrisch angelegt. Im Erdgeschoss gibt es Portale, die durch toskanische Säulen aus Lavagestein getrennt sind. Zwei davon dienen dem öffentlichen Parteiverkehr und eines den Angestellten. Die Eingänge sind mit verschiedenen Funktionen verbunden, denen sie ursprünglich dienten. Durch die beiden rechten Portale, die beiden öffentlichen, gelangte man zur Annahmestelle und den Telefonzellen, während das linke für die Angestellten reservierte Portal, zum Hausmeisterbüro und zum Treppenhaus führte. Die Toiletten, der Saal mit den Wählanlagen und der Garderobenraum vervollständigten das Gebäude.
Die beiden Obergeschosse beherbergen die Vermittlungsstellen. Insbesondere das erste Obergeschoss zeichnet sich durch eine monumentale Fassadengestaltung aus. In der Mitte dieser Fassade befindet sich ein Fenster mit einem Wappen darüber, das sich auf einen Balkon hinaus öffnet, der von den sechs toskanischen Säulen gestützt wird; an den Ecken gibt es Lisenen, die die Vorsprünge der Fassade einrahmen. Das Tiefparterre diente als Lager.